# Семёновка (Гусь-Хрустальный район)
Семёновка — деревня в Гусь-Хрустальном районе Владимирской области России, входит в состав муниципального образования «Посёлок Красное Эхо».

## География
Деревня расположена в 20 км на юго-восток от центра поселения посёлка Красное Эхо и в 23 км на северо-восток от Гусь-Хрустального.

## История
В середине XIX века деревня Семеновка относилась к Листвинскому приходу, в соответствии со списками населённых мест Владимирской губернии 1859 года в ней числилось 20 дворов. Листвинский приход образовывала церковь Воскресения Христова на Листвинском погосте в 2 км на север от Семеновки. Первые документальные сведения о церкви на Листвинском погосте находятся в патриарших окладных книгах 1634 года. В 1710 году в Лиственском погосте была построена другая деревянная церковь во имя Покрова Пресвятой Богородицы. К 1804 году на средства помещицы Порчковой здесь был построен уже каменный храм во имя Воскресения Христова с приделом во честь Покрова Пресвятой Богородицы. В 1845-47 годах трапеза храма была расширена и в ней устроен другой придел во имя святого Николая Чудотворца. В то же время была перестроена заново и каменная колокольня. В погосте Листвинском с 1891 года существовала церковно-приходская школа, учащихся в 1896 году было 41. В 1905 году в деревне Семеновке имелся 51 двор, в Лиственском погосте — 4 двора и 17 жит.
В XIX и первой четверти XX века деревня Семеновка входила в состав Моругинской волости Судогодского уезда.
С 1929 года деревня входила в состав Губцевского сельсовета Гусь-Хрустального района, позднее являлась центром Семеновского сельсовета, с 2005 года — в составе муниципального образования «Посёлок Красное Эхо».

## Население
| 1859 | 1905 | 1926 |
| ---- | ---- | ---- |
| 216  | 325  | 433  |

| 1859 | 1905 | 1926 | 2002 | 2010 | 2021 |
| ---- | ---- | ---- | ---- | ---- | ---- |
| 216  | ↗325 | ↗433 | ↗635 | ↘595 | ↘481 |

## Инфраструктура
В деревне расположены Семеновская средняя общеобразовательная школа, детский сад № 23, фельдшерско-акушерский пункт, отделение федеральной почтовой связи, участковый пункт полиции

## Достопримечательности
В 2 км от деревни на Лиственском погосте расположена недействующая Церковь Воскресения Христова (1804-47).